# Max Orville
Max Orville (parfois désigné Max-Léo Orville), né le 19 juin 1962 en Côte d'Ivoire, est un homme politique français, membre du Modem. Candidat en 24e position sur la liste Renaissance aux élections européennes de 2019, il entre au Parlement européen en mai 2022, à la suite de la nomination de Chrysoula Zacharopoulou au gouvernement.

## Situation personnelle
Max Orville naît en Côte d'Ivoire où ses parents, martiniquais, travaillent alors dans des missions de coopération internationale. Il grandit à Créteil et devient enseignant, puis directeur d’école élémentaire en 1992, date à laquelle il s'installe en Martinique[source secondaire souhaitée]. Max Orville est le neveu de Gaston Monnerville, ancien président du Sénat.
En 2008, Max Orville est secrétaire départemental de la FSU-Martinique. En poste depuis 2006, son mandat prend fin avec sa candidature sur la liste du Modem aux élections européennes de 2009[source secondaire souhaitée].

## Parcours politique
Président du MoDem Martinique à partir de 2009, il a été conseiller municipal à Case-Pilote, puis à Schœlcher.
Lors des élections européennes de 2019, il est en 24e position sur la liste Renaissance. Il est le premier non-élu de cette liste de la majorité présidentielle.
Aux élections territoriales de 2021, il mène la liste Renaissance Martinique, qui obtient 1,44 % des suffrages exprimés.
Le 20 mai 2022, à la suite de la nomination de Chrysoula Zacharopoulou comme secrétaire d'État chargée du Développement, de la Francophonie et des Partenariats internationaux, il devient député européen.
Il est dix-huitième sur la liste Besoin d'Europe aux élections européennes de 2024. La liste n'obtenant que treize sièges, le mandat de Max Orville prend fin le 15 juillet suivant.

## Décoration
- Chevalier de l'ordre national du Mérite (nommé le 15 mai 2025)[7].